# Кийрън Гибс
Кийрън Джеймс Рикардо Гибс (на английски: Kieran James Ricardo Gibbs) е бивш английски футболист роден на 26 септември 1989 г. в Лондон. Отбелязва дебюта си за Англия на 11 август 2010 в приятелски мач срещу Унгария.
Пристига в отбора на Арсенал през 2004 г. от вече несъществуващата академия на Уимбълдън. Дебютът си в Арсенал прави на 31.10.2007 г. в мач за купата на Лигата срещу Шефилд Юнайтед.